# Antimo IV di Costantinopoli
Antimo IV (in greco Ἄνθιμος Δ'?; Istanbul, 1785 – Isole dei Principi, 1878) è stato un arcivescovo ortodosso greco con cittadinanza ottomana, che ha ricoperto la carica di Patriarca ecumenico di Costantinopoli per due mandati: tra il 1840 e il 1841 e tra il 1848 e il 1852.
Nacque a Istanbul (Costantinopoli) e fu cancelliere del Patriarcato ecumenico prima di essere eletto metropolita di Iconio (Konya) tra il 1825 e il 1835, di Larissa tra il 1835 e il 1837 e di Nicomedia tra il 1837 e il 1840.
Fu eletto Patriarca ecumenico nel 1840, tuttavia fu destituito dal  sultano ottomano Abdülmecid I nel 1842 e si ritirò nelle Isole dei Principi. Fu nuovamente eletto Patriarca ecumenico nel 1848. Durante il suo secondo mandato, intrattenne trattative segrete con la Chiesa di Grecia che si era dichiarata autocefala nel 1833. Nel 1850 emanò una legge patriarcale e sinodale che dichiarava l'autocefalia della Chiesa di Grecia secondo la legge canonica.
Nel 1852 fu di nuovo deposto e si ritirò nelle Isole dei Principi dove rimase fino alla sua morte nel 1878.